# 現代日本思想大系
現代日本思想大系（げんだいにほんしそうたいけい）は、1963年（昭和38年）から1968年にかけ、筑摩書房で刊行した近代以降の日本思想史の叢書である。全35巻。

## 概要
幕末・明治維新期から第二次世界大戦後に至るまでの日本思想史上の重要著作を収録し、各巻冒頭で編者による「解説」、巻末に各著作の「著者略歴」、「関係略年表」を付している。
巻構成は著者別編集の9巻と、全巻の2/3以上を占める主題別編集の29巻に大別され、後者の編集にいくつかの新機軸が見られた。
第1巻配本は1963年6月刊の第15巻「社会主義」で、1968年2月刊の第22巻「西田幾多郎」をもって全巻の刊行が完結した。

## 全巻の内容
| 通号 | タイトル             | 当該巻の編集および「解説」執筆者         | 出版       | 備考 |
| ---- | -------------------- | ---------------------------------------- | ---------- | ---- |
| 1    | 近代思想の萌芽       | 松本三之介                               | 1966年1月  |      |
| 2    | 福沢諭吉             | 家永三郎                                 | 1963年9月  |      |
| 3    | 民主主義             | 家永三郎                                 | 1965年12月 |      |
| 4    | ナショナリズム       | 吉本隆明                                 | 1964年6月  |      |
| 5    | 内村鑑三             | 亀井勝一郎                               | 1963年11月 |      |
| 6    | キリスト教           | 武田清子                                 | 1964年12月 |      |
| 7    | 仏教                 | 吉田久一                                 | 1965年5月  |      |
| 8    | 鈴木大拙             | 増谷文雄                                 | 1964年10月 |      |
| 9    | アジア主義           | 竹内好                                   | 1963年8月  |      |
| 10   | 権力の思想           | 神島二郎                                 | 1965年11月 |      |
| 11   | 実業の思想           | 長幸男                                   | 1964年5月  |      |
| 12   | ジャーナリズムの思想 | 鶴見俊輔                                 | 1965年6月  |      |
| 13   | 文学の思想           | 中村光夫                                 | 1965年3月  |      |
| 14   | 芸術の思想           | 矢内原伊作                               | 1964年8月  |      |
| 15   | 社会主義             | 大河内一男                               | 1963年6月  |      |
| 16   | アナーキズム         | 松田道雄                                 | 1963年10月 |      |
| 17   | ヒューマニズム       | 小田切秀雄                               | 1964年3月  |      |
| 18   | 自由主義             | 多田道太郎                               | 1965年8月  |      |
| 19   | 河上肇               | 大内兵衛                                 | 1964年2月  |      |
| 20   | マルキシズムⅠ        | 内田義彦・大塚久雄・松島栄一（解説担当） | 1966年3月  |      |
| 21   | マルキシズムⅡ        | 竹内良知                                 | 1965年10月 |      |
| 22   | 西田幾多郎           | 西谷啓治                                 | 1968年2月  |      |
| 23   | 田辺元               | 辻村公一                                 | 1965年4月  |      |
| 24   | 哲学思想             | 下村寅太郎・古田光                       | 1965年9月  |      |
| 25   | 科学の思想Ⅰ          | 井上健                                   | 1964年4月  |      |
| 26   | 科学の思想Ⅱ          | 上山春平・川上武・筑波常治               | 1964年9月  |      |
| 27   | 歴史の思想           | 桑原武夫                                 | 1965年1月  |      |
| 28   | 和辻哲郎             | 唐木順三                                 | 1963年7月  |      |
| 29   | 柳田國男             | 益田勝実                                 | 1965年7月  |      |
| 30   | 民俗の思想           | 益田勝実                                 | 1964年1月  |      |
| 31   | 超国家主義           | 橋川文三                                 | 1964年11月 |      |
| 32   | 反近代の思想         | 福田恆存                                 | 1965年2月  |      |
| 33   | 三木清               | 久野収                                   | 1966年5月  |      |
| 34   | 近代主義             | 日高六郎                                 | 1964年7月  |      |
| 35   | 新保守主義           | 林健太郎                                 | 1963年12月 |      |

## 後継の出版企画
筑摩書房は本シリーズに続き、1968年 - 1971年には、第二次世界大戦後の著作を中心としたテーマ別編集の『戦後日本思想大系』（全16巻）、1969年 - 1972年には、上代から幕末までの人物を軸とした『日本の思想』（全20巻）を刊行。
1975年から姉妹編となる『近代日本思想大系』が刊行開始、1990年に全35巻で完結したが、こちらは戦後の著作も収録した本大系と異なり、1945年の敗戦以前の著述を軸にしており、また巻構成もテーマ別編集をとらず、著者別編集としていた。